# Prospero Színkör
A Prospero Színkör egy állandó jelleggel működő színházi műhely Székesfehérvárott.
Céljuk, hogy évadonként legalább egy, színvonalas és művészileg értékes előadást állítsanak színpadra. Hosszútávú célkitűzésük, hogy egy kisebb repertoárt kialakítva a város színházszerető közönsége által kedvelt, állandó játszóhelyként működjenek.

## A csoport története
A színkör 2000 októberében alakult Székesfehérváron, A Szabadművelődés Házában tizenhét, 15 és 30 év közötti fiatal részvételével. A társulat tagjai az első néhány hónapban a színpadi munkába való bevezetésként rövid képzésen vettek részt.
A 2003/04-es évad elején költöztek át a székesfehérvári Helyőrségi Klubba (Tiszti Klub), ahol kedvezőbb körülmények között, fejlettebb színpadtechnikával dolgozhattak.
A Helyőrségi klub 2005 őszétől nem tudta vállalni a csoport fenntartását, ezért a társulat visszaköltözött A Szabadművelődés házába.
Az évek során állandó társulattá nőtte ki magát a csapat és ma már elmondható róluk, hogy a profi színház mellett a Prospero Színkör az egyik legmeghatározóbb társulat Székesfehérváron.[forrás?] Munkájukat a különböző színházi fesztiválokon folyamatosan díjakkal ismerik el.[forrás?]
A 2007. május 4-6. között, Ajkán megrendezett IV. ARANY DESZKA Országos Minősítő Színjátszó fesztiválon Szép Ernő: Május című előadásukkal szerepeltek eredményesen, melyet a szakmai zsűri ezüst minősítéssel értékelt.[forrás?]
Egy év alatt ez volt a harmadik komoly elismerés a csoport részére, 2006-ban a Nyárköszöntő Országos Színjátszó Fesztiválon a William Gibson: Libikóka c. előadásuk kapott bronz minősítést és ugyanebben az évben a III. ARANY DESZKA Színjátszó Fesztiválon a Müller Péter: A vihar kapujában c. előadásukat értékelte bronz minősítéssel a szakmai zsűri.[forrás?]
Az Agatha Christie Tíz kicsi néger c. könyvéből készült …és már senki sem! c. színdarabot 2007. szeptember 27-én mutatták be, mely a 2008-as veszprémi Arany Deszka Színjátszó Fesztiválon bronz minősítést kapott.[forrás?]
Következő előadásuk 2008 tavaszán látott napvilágot. Garaczi László: Imoga c. darabját állították színpadra. Ez a produkció 2009-ben, az Ajkán megrendezett Arany Deszka Fesztiválon ezüst minősítést kapott a szakmai zsűritől.[forrás?]
2009 szeptemberben került bemutatásra következő előadásuk, a Helver éjszakája, amely egy kortárs lengyel szerző, Ingmar Vilquist drámája. A kétszereplős kamaradarab első fesztiválján, a XXXII. Madách Imre Irodalmi És Színjátszó Napokon, Balassagyarmaton ezüst minősítést érdemelt ki a zsűritől, a két szereplő játékát pedig különdíjjal jutalmazta a szakmai grémium.[forrás?]
2010 áprilisában a Helver éjszakája előadásnak a VII. Arany Deszka Fesztiválon a zsűri Arany minősítést ítélt meg, ezzel felülminősítve a 2009-es balassagyarmati Ezüst minősítést. A két szereplő, Nagy Éva és Szabó Zoltán alakításukért a zsűri értékelése alapján külön színészi díjat kapott. Ezen kívül a közönségszavazás alapján a darab mindkét szereplője, Nagy Éva és Szabó Zoltán a legjobb női ill. férfi alakítás kategóriában a II. helyezést nyerte el.
A 2010 májusában mutatták be az akkor még veszprémi Teleszterion Színházi Műhellyel közös, Faust – Unborn Visions c. előadásukat, mely még az ez év őszén megrendezett Belgák Fesztiválján Arany minősítést kapott a Magyar Szín-Játékos Szövetség minősítő zsűrijétől.
2010 júniusában mutatták be Szophoklész: Oidipusz király című drámáját, mely a 2011 májusában megrendezett VIII. Arany Deszka Országos Minősítő Színjátszó Fesztiválon a következő eredményeket érte el:
- A Magyar Szín-Játékos Szövetség által felkért szakmai zsűri ezüst minősítést adott az előadásnak.
- Közönségszavazás alapján a legjobb női alakítás kategóriában Péter Kinga Fruzsina (Iokaszté szerepében) a II. helyezést nyerte el.
- Közönségszavazás alapján a legjobb férfi alakítás kategóriában Horváth Gergely (Oidipusz szerepében) szintén II. helyezést kapott.
- Horváth Gergelyt alakításáért a zsűri színészi különdíjjal jutalmazta.
2011 májusában, E mozgó zűrzavarban címmel mutatta be a versek, zenék, saját ötletek és rögtönzések alapján készült új produkcióját.
Következő bemutatójuk 2012 májusában volt Tükörkép címmel, mely versekre, bibliai történetekre épülő fizikai színházi előadás. E produkció a 2012 őszén, Ajkán megrendezett IX. Arany Deszka Fesztiválon a Magyar Szín-Játékos Szövetség által felkért szakmai zsűritől Bronz minősítést nyert. A produkció rendezője, Szabó-Lukoczki Ágnes pedig az előadás létrehozásában végzett szerkesztői-dramaturgi munkájáért különdíjat kapott.
Ugyancsak 2012 májusában mutatták be Eugene Ionesco: A kopasz énekesnő abszurd komédiájukat, mely a 2012 októberében megrendezett I. Paál István Fesztiválon a következő elismeréseket kapta:
- A legjobb rendezés: Micskó Zoltán (Prospero Színkör) – A kopasz énekesnő
- Matolcsi Miklós-díj a legtehetségesebb előadónak: Szabó Zoltán (Prospero Színkör)
2013-ban Garaczi László Jederman című darabjával jelentkezett a társulat.
2014-ben Kiss Márton: Pilonon című drámáját mutatták be, mely a 2014 telén megrendezett XI. Arany Deszka Fesztiválon Arany Deszka díjat, a szakmai zsűritől Bronz minősítést, és az előadás férfi főszereplője, Kós Mátyás a legjobb férfi alakítás közönségdíját kapta.
Ugyancsak 2014-ben mutatták be Guy Foissy: Két páros (Két szerető szív; Házassági hirdetés) című előadásukat, mely a 2015-ben megrendezett I. Komlói Amatőr Színházi Találkozón Arany minősítést kapott, és a Legjobb mellékszereplő díját az előadásban szereplő Solymossy Zoltán nyerte el.
A 2015. november 6-8. között, Ajkán megrendezett XII. Arany Deszka Fesztiválon a Két páros előadás a második díjat, az Ezüst Deszkát szerezte meg. Tóth Tímeának, a Két páros – Házassági hirdetés című előadásban nyújtott teljesítményéért a szakmai zsűri a legjobb női alakítás megosztott különdíját adta; valamint ő kapta a legjobb női alakítás közönségdíját is. Az előadás másik szereplője, Solymossy Zoltán pedig a legjobb férfi alakításért járó közönségdíj 3. helyezését nyerte el.
A 2015/2016-os évad új produkciójaként, Diana Son: Halak című drámájából készült előadásukat 2016. január 30-án mutatták be.
A 2016/2017-es évad friss tagokkal és egy sikeres színésztáborral (Horváth Gergely, Barbély Gábor, Pap Gábor és Komáromi Sándor külsős tréningjeivel) indult, majd októberben a Paál István keretein belül bemutatásra került a Nóti-Kabaré, mely 7 kabaréjelenetet kombinál ötösével előadásonként és a Cselédek című mélylélektani kamaradráma.
A 2017/2018-as évad William Shakespeare A vihar sajátos feldolgozásával telt, melynek hat színésze alakítja a dráma 11 szerepét hol egyik, hol másik bőrébe bújva. Ugyanebben az évadban készült el az érzetekre, mozgásra, versekre épülő Idegenek című rendhagyó előadás Tóth Tímea első rendezésével Utóbbi előadás bronz minősítést érdemelt ki a 2018-as Vasvári Nemzetközi Színjátszó Fesztiválon.
2019-ben ismét két új előadással jelentkezett a társulat. A Körtevirágok című főként mozgásra épülő darab a rendező és a színészek közös alkotása, melyben kísérletet tesznek keleti és nyugati típusú haiku versek színrevitelére. A kortárs Székely Csaba Öröm és boldogság című keserédes humorú drámájának középpontjában pedig erdélyi melegek állnak. Az előadást a Balassagyarmaton megrendezett XXXVII. Madách Imre Irodalmi és Színjátszó Napokon a szakmai zsűri bronz minősítéssel jutalmazta.
2020-ban a járvány idején nem volt lehetőség új előadással előrukkolni, de 2021-re elkészült Harald Pinter Az étellift című darabja, amely mindjárt a premieren, a Vasvári Nemzetközi Színjátszó Fesztiválon ezüst minősítést, valamint Marton Dávid és Czeller Péter párosa színészi díjat kapott. Ugyanebben az évben Czeller Péter rendezőként is bemutatkozott: saját drámáját, az abszurd Tabbouleh-t vitte színpadra.
2022 szintén két új előadást hozott magával: a társulat Törsök Márta vendégszereplésével Ingmar Bergman Őszi szonáta című művét dolgozta fel, amelyért a Paál István Fesztiválon ugyanebben az évben Márta a Börcsök Enikő nevét viselő színészi díjjal térhetett haza. A másik előadás Kiss Csaba: A dög című darabja volt, amely bronz minősítést kapott a Vasvári Nemzetközi Színjátszó Fesztiválon 2022-ben és Czeller Péter a legjobb mellékszereplőnek járó díjnak örülhetett.
2023-ban Czeller Péter saját darabjából a meghökkentő és fekete humorral operáló szkeccselőadást rendezett Hivatali mesék címmel, amely során a rendezésben aktívan közreműködött Bognár Beatrix és Tóth Tímea is. Ugyanebben az évben klasszikusabb, nagyszínpadibb hatású előadás született Bognár Beatrix tollából Dr. Jekyll és Mr. Hyde címmel, ami R.L. Stevenson Dr.Jekyllés Mr. Hyde különös esete című regényének átdramatizált és színpadra szerkesztett változata.

## Előadások
- 2001: Carlo Goldoni A régiséggyűjtő családja – rendezte: Micskó Zoltán
- 2002: Molnár Ferenc Liliom – rendezte: Micskó Zoltán
- 2003: Witold Gombrowicz Yvonne, burgundi hercegnő – rendezte: Micskó Zoltán
- 2004: Sławomir Mrożek Mulatság – rendezte: Micskó Zoltán
- 2004: Tadeusz Slobodzianek Ilja próféta – rendezte: Micskó Zoltán
- 2005: Stílus- és helyzetgyakorlatok (improvizációs est)
- 2006: William Gibson Libikóka – rendezte: Micskó Zoltán
- 2006: Müller Péter A vihar kapujában – rendezte: Lukoczki Ágnes
- 2007: Szép Ernő Május – rendezte: Horváth Gergely
- 2007: Agatha Christie …és már senki sem! – rendezte: Váczy Sándor
- 2008: Garaczi László Imoga – rendezte: Micskó Zoltán
- 2009: Ingmar Villqist Helver éjszakája – rendezte: Micskó Zoltán
- 2010: Goethe-Marlowe Faust – Unborn Visions – rendezte: Komáromi Sándor
- 2010: Szophoklész Oidipusz király – rendezte: Micskó Zoltán
- 2011: E mozgó zűrzavarban – Versek, zenék, saját ötletek és rögtönzések alapján készítette a társulat.
- 2012: Tükörkép – rendezte: Lukoczki Ágnes
- 2012: Eugène Ionesco A kopasz énekesnő – rendezte: Micskó Zoltán
- 2013: Hat szék – Az E mozgó zűrzavarban című előadás újragondolva. Versek, zenék, saját ötletek és rögtönzések alapján készítette a társulat.
- 2013: Garaczi László Jederman – rendezte: Micskó Zoltán
- 2014: Kiss Márton Pilonon – rendezte: Micskó Zoltán
- 2014: Guy Foissy Két páros (Két szerető szív; Házassági hirdetés) – rendezte: Micskó Zoltán
- 2016: Diana Son Halak – rendezte: Micskó Zoltán
- 2016: Jean Genet Cselédek – rendezte: Micskó Zoltán
- 2016: Nóti Károly Nóti-Kabaré jelenetek (A csillár, A buta asszony, A tigris, Gőzliba, Az óvatos ember, A lélekidomár, Madame Sabin elrablása) – rendezte: Micskó Zoltán
- 2018: William Shakespeare A vihar – rendezte: Micskó Zoltán
- 2018: Idegenek – rendezte: Tóth Tímea
- 2019: Körtevirágok – rendezte: Micskó Zoltán
- 2019: Székely Csaba Öröm és boldogság – rendezte: Micskó Zoltán
- 2021: Harald Pinter Az étellift – rendezte: Micskó Zoltán
- 2021: Czeller Péter Tabbouleh – rendezte: Czeller Péter és Tóth Tímea
- 2022: Ingmar Bergman Őszi szonáta – rendezte: Micskó Zoltán
- 2022: Kiss Csaba A dög – rendezte: Micskó Zoltán
- 2023: Czeller Péter Hivatali mesék – rendezte: Czeller Péter, Bognár Beatrix és Tóth Tímea
- 2023: Bognár Beatrix Dr. Jekyll és Mr. Hyde – rendezte: Bognár Beatrix
- 2024: Narcy Calamatta WTF Is Love? - rendezte: Micskó Zoltán

## Kritikák
- 2002-es cikk a Liliom előadásról
- 2006-os cikk A Vihar kapujában előadásról Archiválva 2007. szeptember 29-i dátummal a Wayback Machine-ben
- 2006-os cikk a Libikóka előadásról Archiválva 2007. szeptember 29-i dátummal a Wayback Machine-ben
- 2007-es cikk a Május előadásról Archiválva 2007. május 26-i dátummal a Wayback Machine-ben
- 2007-es cikk az ... és már senki sem! azaz Tíz kicsi néger c. darabról Archiválva 2008. január 31-i dátummal a Wayback Machine-ben
- 2008-as cikk az Imoga előadásról
- 2009-es cikk a Helver éjszakája előadásról
- 2010-es cikk a Faust – Unborn Visions előadásról
- A Prospero Színkör nyerte el a 2014-es Arany Deszka Fesztivál fődíját
- Fehérvári sikerek – Arany minősítést kapott a Prospero Színkör
- A Prospero Színköré a legjobb női alakítás díja
- Gőzliba, a félreértés garantált Archiválva 2016. december 13-i dátummal a Wayback Machine-ben
- Egy társulat, ahol mindenki Prospero lett Archiválva 2018. április 1-i dátummal a Wayback Machine-ben
- Színpadi kísérletek haikukra – Prospero-előadás a Szabművházban
- Prospero, online – versmondások, rövidfilm és blog a közösségi oldalon